# Sacramento (řeka)
Sacramento (anglicky Sacramento River) je řeka v Kalifornii na západě USA. Je 640 km dlouhá. Povodí má rozlohu 70 000 km².

## Průběh toku
Pramení na svazích pohoří Trinity. Odvodňuje severní část kalifornského Centrálního údolí a ústí do Sanfranciské zátoky. V ústí se stéká s řekou San Joaquin.

### Přítoky
- zleva – Pit River, Deer Creek, Butte Creek, Feather River, American River
- zprava – Clear Creek, Cottonwood Creek, Stony Creek, Cache Creek, Putah Creek

## Vodní stav
Průměrný roční průtok vody u města Sacramento je 650 m³/s. Nejvodnější je v zimě, na jaře a v létě voda opadá.

## Využití
Na řece se nachází velká přehradní nádrž Shasta a vodní elektrárna. Voda z řeky se používá na zavlažování. Splavná je v délce 288 km od ústí.